# Guy Fawkes Night

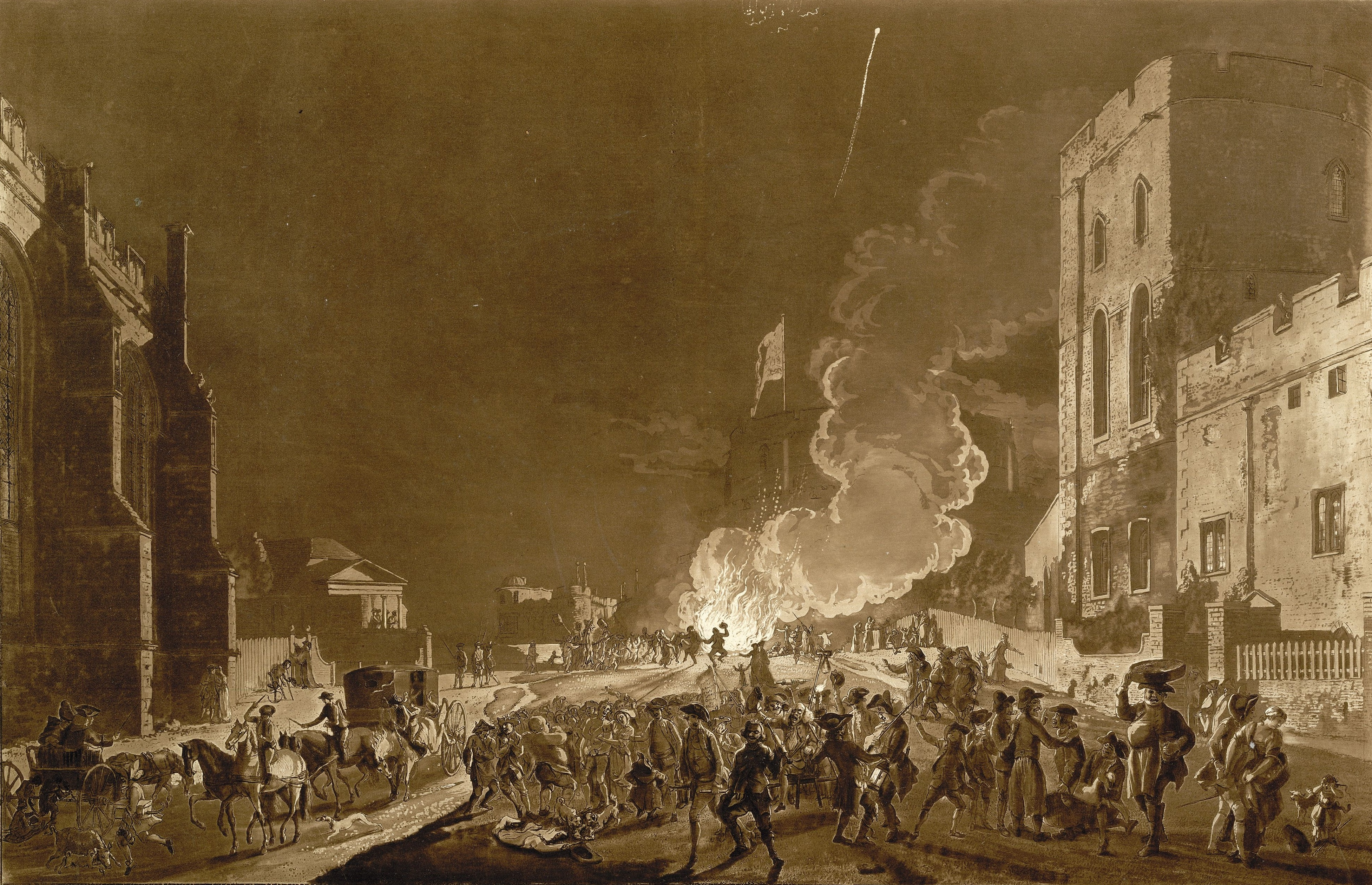
Festeggiamenti presso il Castello di Windsor, opera di Paul Sandby del 1776

Guy Fawkes Night (altrimenti chiamata "Bonfire Night") è una celebrazione che ricorre il 5 novembre. La storia della tradizione si ricollega agli eventi del 5 novembre 1605 quando Guy Fawkes, membro del Gunpowder Plot, venne arrestato mentre si trovava di guardia a dei barili di esplosivo posti nei pressi della Camera dei Lords. Celebrando il fatto che re Giacomo I d'Inghilterra fosse sopravvissuto all'attentato, le persone fecero esplodere dei fuochi d'artificio per tutta Londra; un mese dopo, l'introduzione dell'Observance of 5th November Act rafforzò l'evento come festività pubblica annuale per ringraziare Dio del fallimento del complotto 
Nei decenni successivi il Gunpowder Treason Day, come divenne noto, divenne una delle principali feste di stato inglesi ma dal momento che era stata promossa dai protestanti promosse anche i sentimenti anti-cattolici degli inglesi. Diversi presbiteri puritani tennero dei sermoni contro il pericolo del papismo e per questo divennero sempre più diffuse le effigi di figure odiate dal popolo, come ad esempio il papa, seppur non direttamente collegate all'evento. Sul finire del XVIII secolo iniziò a divenire più diffusa l'immagine di Guy Fawkes ed il 5 novembre divenne sempre più noto col nome di Guy Fawkes Day. Città come Lewes e Guildford nel XIX secolo divennero scenari durante questa festa di violenti scontri di classe. A metà Ottocento si iniziò ad abbandonare sempre più la retorica anti-cattolica. Nel corso del XX secolo, il Guy Fawkes Day divenne sempre più una commemorazione sociale, perdendo gran parte del proprio significato originario. Oggi la Guy Fawkes Night è perlopiù celebrata di sera con un corollario di eventi attorno ad uno spettacolo di fuochi d'artificio.
I coloni esportarono la Guy Fawkes Night anche nelle colonie d'oltremare, incluso il Nord America, dove la festa divenne nota col nome di Pope Day. Queste festività andarono scemando con la Rivoluzione Americana come una risposta ai costumi importati dall'Inghilterra a cui gli statunitensi si opponevano.

## Storia

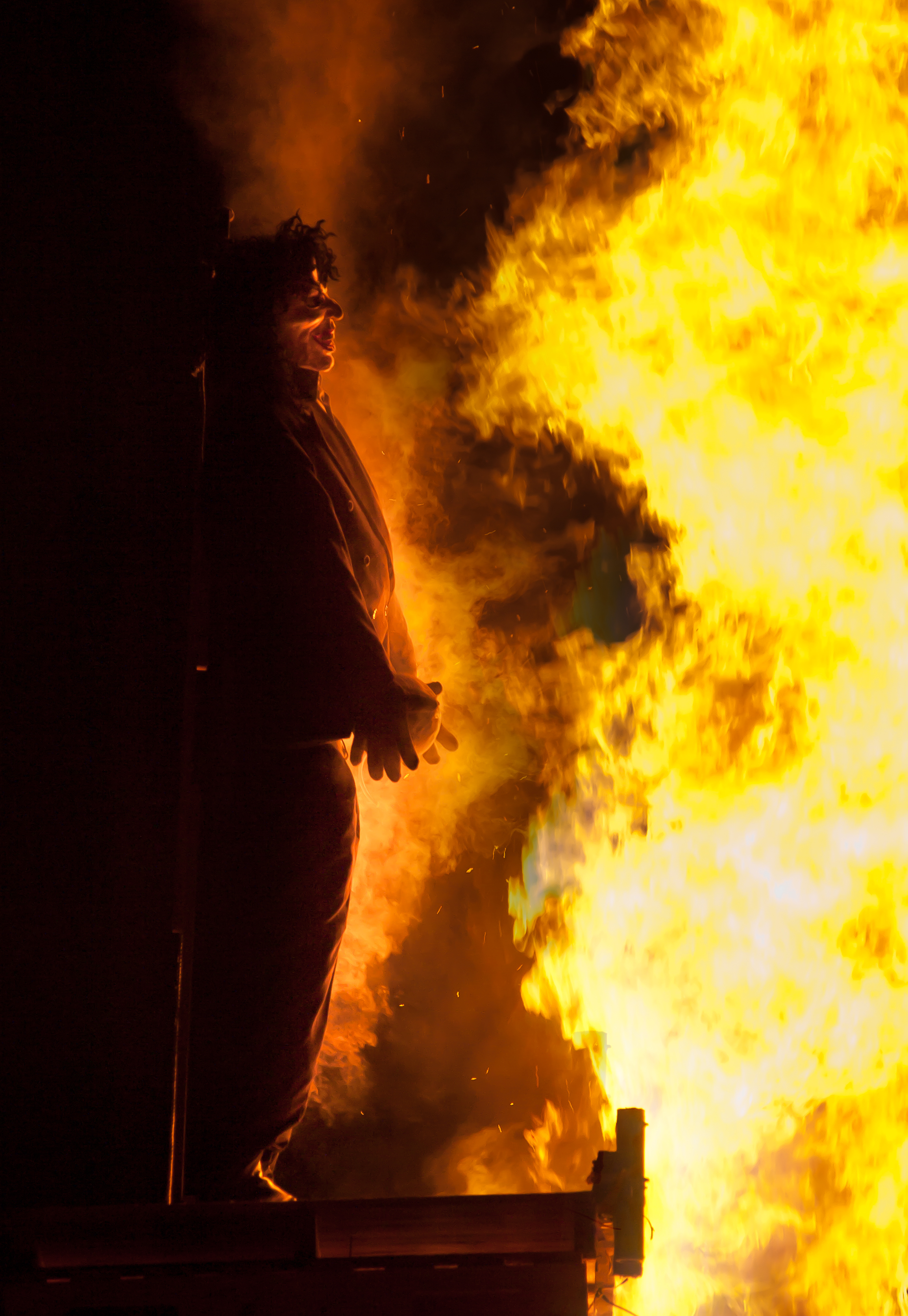
Fantoccio di Guy Fawkes, bruciato il 5 novembre 2010 a Billericay

La Guy Fawkes Night si origina dal Gunpowder Plot del 1605, una fallita cospirazione da parte di un gruppo di cattolici inglesi, teso ad assassinare il re protestante Giacomo I d'Inghilterra e porre sul trono un monarca cattolico. Il 5 novembre Guy Fawkes, uno dei cospiratori, venne arrestato mentre era di guardia a diversi barili di esplosivo posti dietro l'edificio della Camera dei Lords; il consiglio reale autorizzò la creazione di una festa con fuochi d'artificio per il fallito attentato al re, sopravvissuto "senza pericolo".
Nel gennaio successivo, alcuni giorni prima dell'esecuzione dei cospiratori, il parlamento varò la Observance of 5th November Act, comunemente nota come "Thanksgiving Act". La legge venne proposta dal parlamentare puritano Edward Montagu, sottolineando come fosse necessario dare un riconoscimento ufficiale all'intervento divino nella salvezza del re dall'attentato; il 5 novembre venne decretato come il giorno del ringraziamento e divenne una festività religiosa della Chiesa d'Inghilterra. La festività venne aggiunta al Book of Common Prayer.
Poco si sa delle prime celebrazioni. In città come Carlisle, Norwich e Nottingham, le corporazioni locali (i governi delle città) salutarono l'evento con musica e spettacoli. Canterbury celebrò lo scampato pericolo del sovrano con una grandiosa festa con fuochi d'artificio composti da quasi 50 kg di polvere da sparo, cibo, vino, musica e una parata militare. A Dorchester venne letto un apposito sermone in chiesa, vennero suonate a festa le campane della chiesa locale e vennero sparati dei fuochi d'artificio.

## Nella cultura di massa
L'evento ha ispirato il fumetto V for Vendetta di Alan Moore, da cui è stato tratto il film  V per Vendetta. 
È stato ripreso anche nell'ultimo film della trilogia di Ruby Red.
Diffusa nella cultura popolare del Regno Unito la filastrocca "Remember remember the fifth of november".
Da inizio al periodo di festeggiamenti natalizi.